# Amtsgericht Thurnau
Das Amtsgericht Thurnau war ein von 1879 bis 1929 bestehendes bayerisches Gericht der ordentlichen Gerichtsbarkeit mit Sitz im oberfränkischen Thurnau.

## Geschichte
Anlässlich der Einführung des Gerichtsverfassungsgesetzes am 1. Oktober 1879 kam es zur Errichtung eines Amtsgerichts in Thurnau, dessen Sprengel aus den Gemeinden Alladorf, Azendorf, Berndorf, Buchau, Döllnitz, Felkendorf, Heubsch, Hutschdorf, Kasendorf, Katschenreuth, Langenstadt, Limmersdorf, Lopp, Menchau, Muckenreuth, Neuenreuth am Main, Neustädtlein am Forst, Peesten, Proß, Sanspareil, Schirradorf, Tannfeld, Thurnau und Willmersreuth des vorhergehenden Landgerichtsbezirks Thurnau zusammengesetzt war. Nächsthöhere Instanz war das Landgericht Bayreuth.
Mit Wirkung vom 1. Oktober 1929 wurde das Amtsgericht Thurnau aufgehoben und dessen Bezirk folgendermaßen aufgeteilt:
- Felkendorf, Limmersdorf, Muckenreuth, Neuenreuth und Neustädtlein wurden dem Amtsgericht Bayreuth zugeteilt,
- Alladorf und Sanspareil kamen zum Amtsgericht Hollfeld und
- Azendorf, Berndorf, Buchau, Döllnitz, Heubsch, Hutschdorf, Kasendorf, Katschenreuth, Langenstadt, Lopp, Menchau, Peesten, Proß, Schirradorf, Tannfeld, Thurnau und Willmersreuth gliederte man dem Amtsgericht Kulmbach an.